# 金山町 (川口市)
金山町（かなやまちょう）は、埼玉県川口市の町名。現行行政地名は金山町のみ。丁番を持たない単独町名である。住居表示実施地区。郵便番号は332-0014。

## 地理
川口市の南部、川口駅から南東方面に位置する。再開発など、宅地化が進んでいる。

## 歴史

### 沿革
- 1916年（大正5年） - 川口町の一部から金山町一丁目〜三丁目が成立[5]。
- 1933年（昭和8年）4月1日 - 川口町、青木村、横曽根村、南平柳村を合併し、川口市が発足、川口市の町名となる。
- 1935年（昭和10年）6月1日 - 金山町一丁目〜三丁目から丁番を廃止して金山町が成立[5]。細分化された丁目だったため統合された形である。
- 1971年 (昭和46年) 1月1日 - 金山町の住所を地番の1〜273番地から住居表示実施用に改正した1〜17番地と舟戸町1番地に変更。

## 世帯数と人口
2018年（平成30年）3月1日現在の世帯数と人口は以下の通りである。
| 町丁   | 世帯数    | 人口    |
| ------ | --------- | ------- |
| 金山町 | 2,097世帯 | 4,262人 |

## 小・中学校の学区
市立小・中学校に通う場合、学区（校区）は以下の通りとなる。
| 番地 | 小学校             | 中学校           |
| ---- | ------------------ | ---------------- |
| 全域 | 川口市立舟戸小学校 | 川口市立南中学校 |

## 交通
地内に鉄道は敷設されていない。

### 道路
地内に国道および主要地方道・一般県道は通っていない。
- 環状線通り

## 施設
- 川口神社
- サウスゲートタワー川口
- 川口市母子・父子福祉センター
- 金山町公園
- 金山町緑地